# 近鉄2400系電車
近鉄2400系電車（きんてつ2400けいでんしゃ）は、近畿日本鉄道（近鉄）が1966年に大阪線用として導入した一般車両（通勤形電車）である。
本稿ではラインデリアを装備した2410系電車とその3両編成版である2430系電車、2430系のワンマン化改造車である2444系電車についても記述する。いずれも解説の便宜上、宇治山田・鳥羽側先頭車の車両番号+F（Formation=編成の略）を編成名として記述（例：モ2401以下2両編成=2401F）する。
なお、2410系2411Fを改造した電気検測車「はかるくん」のモワ24系については近鉄モワ24系電車で解説する。

## 概要
それまでの大阪線一般車にはMB-3020D形125 kWモーターを装備した1480系・2470系が投入されていた。これらは2M1Tの3両編成を基本とし、平坦区間にてTc車を増結した4両編成の運用も可能としたが、大阪線でも特に連続した急勾配を擁する桜井 - 伊勢中川間では編成出力の関係でMT比1:1編成での運用が出来ず、運用上の制約があった。このことから、1M方式での運用が出来るように新設計のMB-3110A型155 kWモーターを装備した車両が製作された。それが2400系および2410系・2430系である。
これらは1M1Tの2両編成においても大阪線山岳区間の通過を可能としたことから、この区間におけるダイヤ構成上の基本が確立された。本系列以降の車両の内、抑速ブレーキと発電ブレーキを装備している車両と連結して運用される場合はMT比1:1でも青山越えの運用が可能となっている。この機器設計は、平坦区間における1M2Tの3両編成運転をも可能としたため、名古屋線用一般車の1800系・1810系（抑速ブレーキは省略）にも受け継がれ、さらには1970年から1979年にかけて登場した大阪線・名古屋線共通仕様一般車の2600系・2610系・2800系にも受け継がれた。
大阪線の輸送力増強用と同時に旧型車の代替も兼ねていたため、1966年から1973年にかけて3系列合計で112両製造されたが、登場から40年以上を経た2018年現在でも多数の車両が在籍している。また、同一のMB-3110A型主電動機を搭載する1800系 (10両) 、1810系 (43両) 、2600系 (12両) 、2610系 (68両) 、2800系 (60両) を全て合わせると、総勢305両 (1480系ク1590形改造の中間車は除く) もの車両が製造されている。
電算記号は2400系・2410系・2430系の各形式共通で、2両編成はW、3両編成はG、4両編成はAGとなっている。

## 構造

### 車体
車体関係は先に製作された1480系4次車を基に各線で定められた車体共通規格が採用され、貫通路は広幅に、車内見付の見直しなどの改良が行われている。大阪線一般車では2400系からマルーン一色の塗装に変更された。

### 主要機器・性能
675 Vにて155 kWの大出力電動機MB-3110-A型の開発により、Mc-Tcの編成でも青山越えが可能な性能となった。このMB-3110-A型モーターは極薄形整流子を用いて高端子電圧ながら100 km/hからの電制を可能とした。1979年の2800系最終増備車（2816F・2817F）まで採用され続け、制御器と共に大阪線一般車の機器設計の基礎を確立した。
制御方式は抵抗制御であるが、主制御器は1480系までの単位スイッチ式に代わり、大阪線用高性能一般車で初の電動カム軸（1軸）式が採用された。電動カム軸スイッチを動作させることで抵抗を順次カットし、列車が加速する仕組みである。制御装置は三菱電機製ABFM-214-15-MDH（モーター4台制御）を搭載し、本系列以降の大阪線用一般車もこれを踏襲している。また、制御回路は運輸省の助成金を活用して開発された無接点方式が採用され、保守の省力化を進めている。
ブレーキ（制動）方式はHSC-D型で、発電制動・抑速制動付きである。
性能面では、最高速度110 km/hを確保している。

## 形式別概説

### 2400系
2400系は大阪線初の1M方式、M-T編成の高性能車で、1966年10月に2両編成6本（12両）が製造された。大阪線で初のマルーン単色塗装を採用し、高出力電動機の採用により名張駅以東への青山峠区間への乗り入れも可能となった。
台車は近畿車輛製のKD-60形・KD-60A形金属ばね台車である。空気圧縮機と電動発電機はク2500形に装備し、集電装置はPT-42型がMc車連結側に設置され、Tc-Mcの重量の均等化を図っている。2400系ではATSの設置にあたり乗務員室助士側にATS受信器が設置されたため、非冷房時代は前面のアクセントとなっていた。
1998年から2004年1月にかけて全編成が廃車され、2400系は系列消滅した。廃車後、主電動機や制御装置、台車がモト77・78の機器更新用として転用された。

### 2410系

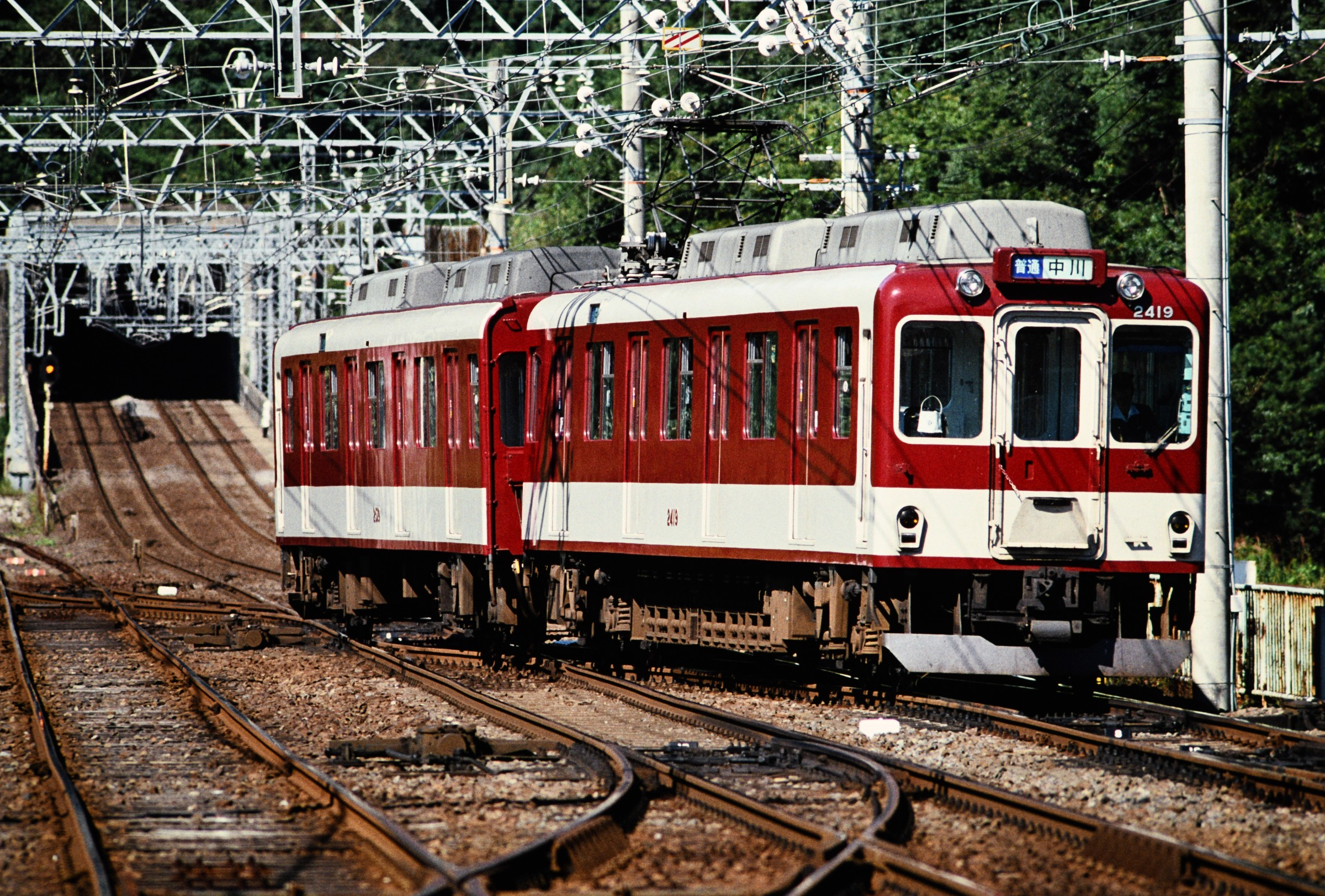
2410系2419F（東青山駅、1989年）

2400系をベースにラインデリアを装備した系列として、1968年に2410系が登場した。
基本的な車体デザインは2400系に準ずるが、ラインデリア搭載の関係上屋根が2400系より120 mm低いレール面から3530 mmとなった。床面から窓框までの高さは900系に準拠して850 mmに、窓の上下寸法は900 mmとされた。連結面の貫通路は狭幅に変更された。また、前面尾灯形状も変更されている。
駆動装置や主電動機、制御装置、ブレーキ方式、集電装置と補機類の配置は2400系の仕様を踏襲した。性能面も2400系と同一で、三菱のABFM制御器による1C4M制御を行い、主電動機は出力155 kWのMB-3110を搭載、抑速ブレーキも装備する。
台車は近畿車輛製の両抱き踏面ブレーキ式シュリーレン台車で、大阪線通勤車では初の車体直結ダイヤフラム式空気ばね台車であるKD-66が採用されている。台車形式は製造時期によりMc車がKD-66・KD-66D・KD-66F、Tc車：KD-66A・KD-66E・KD-66Gとなる。
1969年製の2416Fから車体の不燃化構造を強化、A-A基準を採用した。1969年製のク2590形は河内国分駅以西の平坦区間用の増結車として製造された。1970年製の2422Fから台車は電動車がKD-66D、制御車がKD-66Eに変更され、側面に列車種別表示器が取り付けられた。
1971年製の2410系2427Fから台車は電動車がKD-66F、制御車がKD-66Gに変更され、前面に排障器が取り付けられ、2430系に準じて車体幅が30 mm拡大されたという設計変更が踏襲されている。また、当初は制御装置の駆動用電源は補助電源装置からの交流電源を直接受けていたが、2427F以降では、2430系と同じく補助電源装置が故障した場合でも制御装置が駆動できるよう蓄電池からインバータで交流に変換して給電する方式に変更された。
2410系は1971年までに2両編成18本（2411F - 2428F）と平坦区間専用増結車3本（ク2591 - ク2593）の計39両が製造されたが、1973年には3編成の増備が計画された。しかし既に2430系が登場していたため、2429F・2430Fと来て、その次が2410Fと番号がさかのぼって付けられた。このため、2430Fは2430系ではなく、2410系である。2429F・2430Fは製造時から2430系モ2450形・サ2550形が中間車に組み入れられ、系列の異なる4両固定編成を組成している。
1999年にはク2591が1480系1496Fの廃車時に1編成丸ごと廃車された。2006年に2410系2411Fがモワ24系電気計測車「はかるくん」に、2020年にモ2410形モ2423が鮮魚列車の代替として「伊勢志摩お魚図鑑」に改造された。
2024年5月1日現在、2410系一般車はク2590形ク2591以外に廃車車両は発生しておらず、2412F - 2430F・2410Fの40両が高安検車区、ク2590形ク2592・ク2593の2両が富吉検車区に配置され、計42両が現存している。

### 2430系

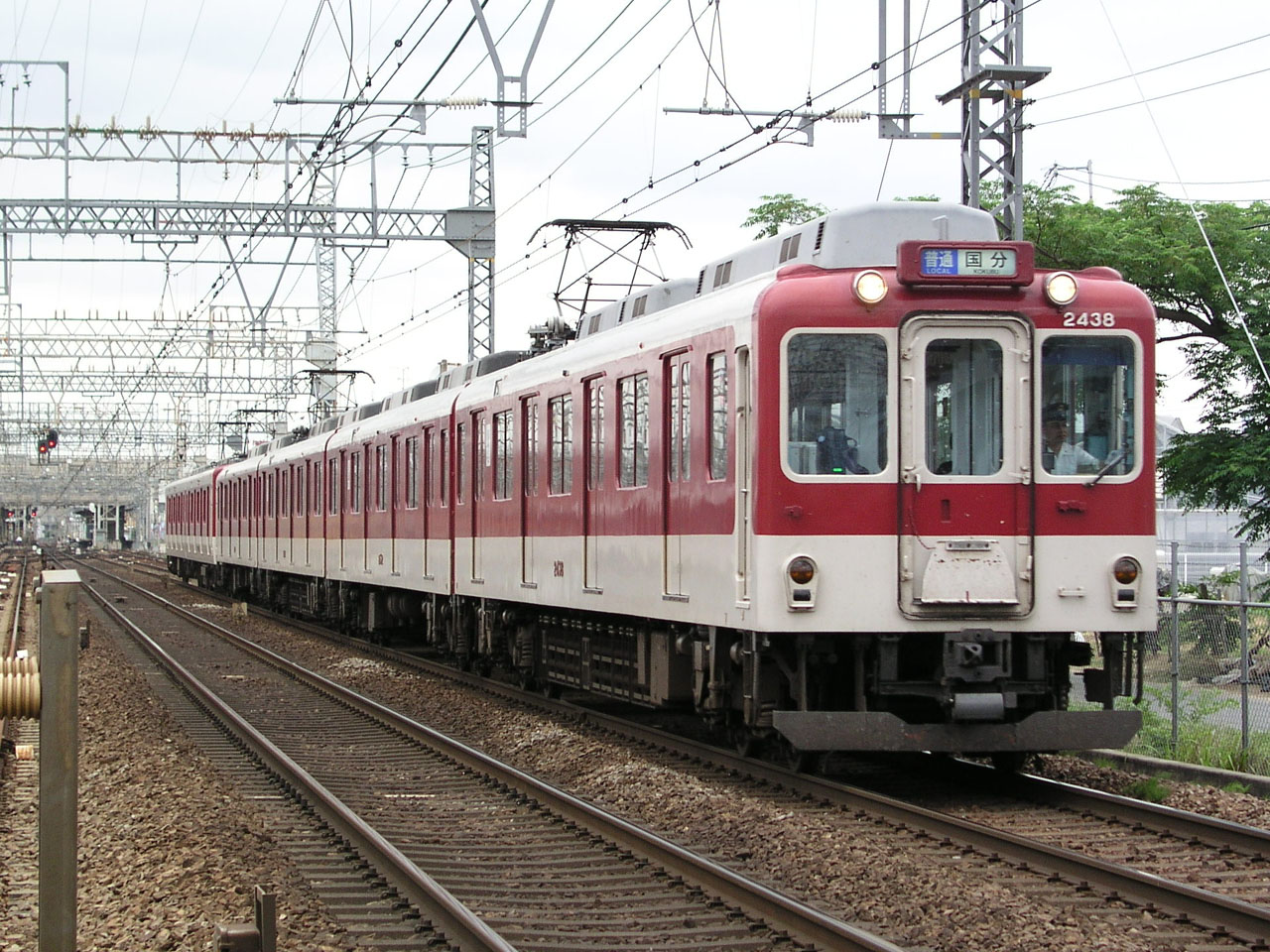
2430系2438F（手前4両、2006年）

河内国分駅以東まで運行される準急や急行および快速急行に使用するため、1971年には2410系の3両編成仕様として2430系が登場した。当初から2410系2427F以降と同じ車体設計で、3両編成17本51両と2410系用中間車4両の計55両が製造された。
2430系の基本編成は上本町寄りからTc + M + Mcの3両編成を組成するが、4両編成を組成した編成は上本町寄りからTc + M + T + Mcで編成を組成する。空調装置は2410系同様ラインデリアを装備している。性能は2410系と同一で。補機類は、同様の目的で大容量のものを採用した8400系と異なり、従来と同一品をTcに2組ずつ集中搭載している。集電装置はモ2430形、モ2450形の大阪側に1台ずつ搭載した。
2410系2429F・2430Fに組み込まれている2430系サ2550形サ2557・サ2558は他のサ2550形と異なり、空気圧縮機と電動発電機を装備している。
2024年5月1日現在、2430系列はワンマン化改造車の2444系を含めて全編成が在籍しており、2431F - 2433F・2437F・2438F・2441F - 2443F・モ2450形モ2457・モ2458・サ2550形サ2557・サ2558の26両が高安検車区、2447F・モ2450形モ2461・モ2462の5両が富吉検車区、2434F - 2436F・2439F・2440F・2446Fの18両が明星検車区に配置されている。

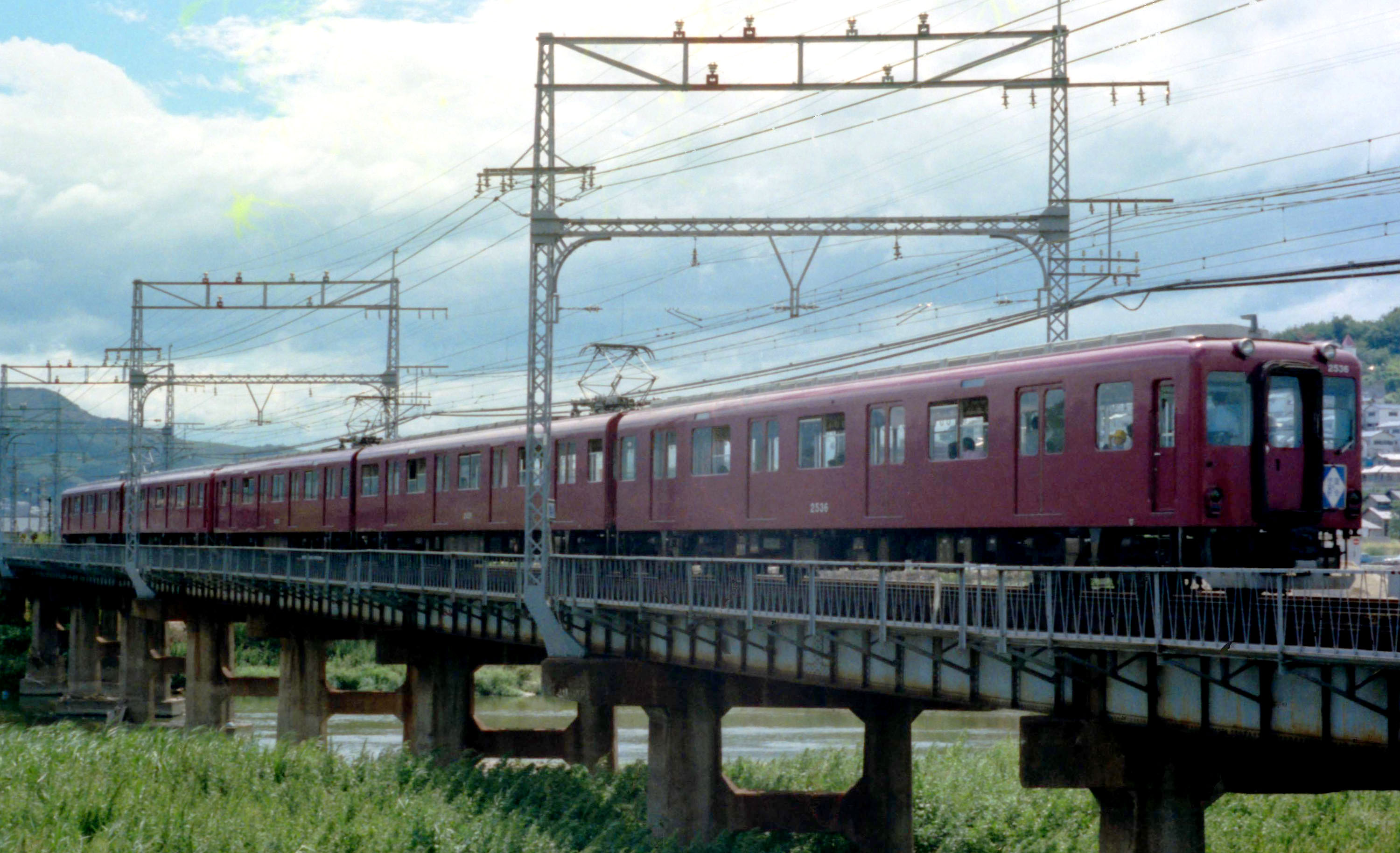
2430系2436F（非冷房時1978年頃）
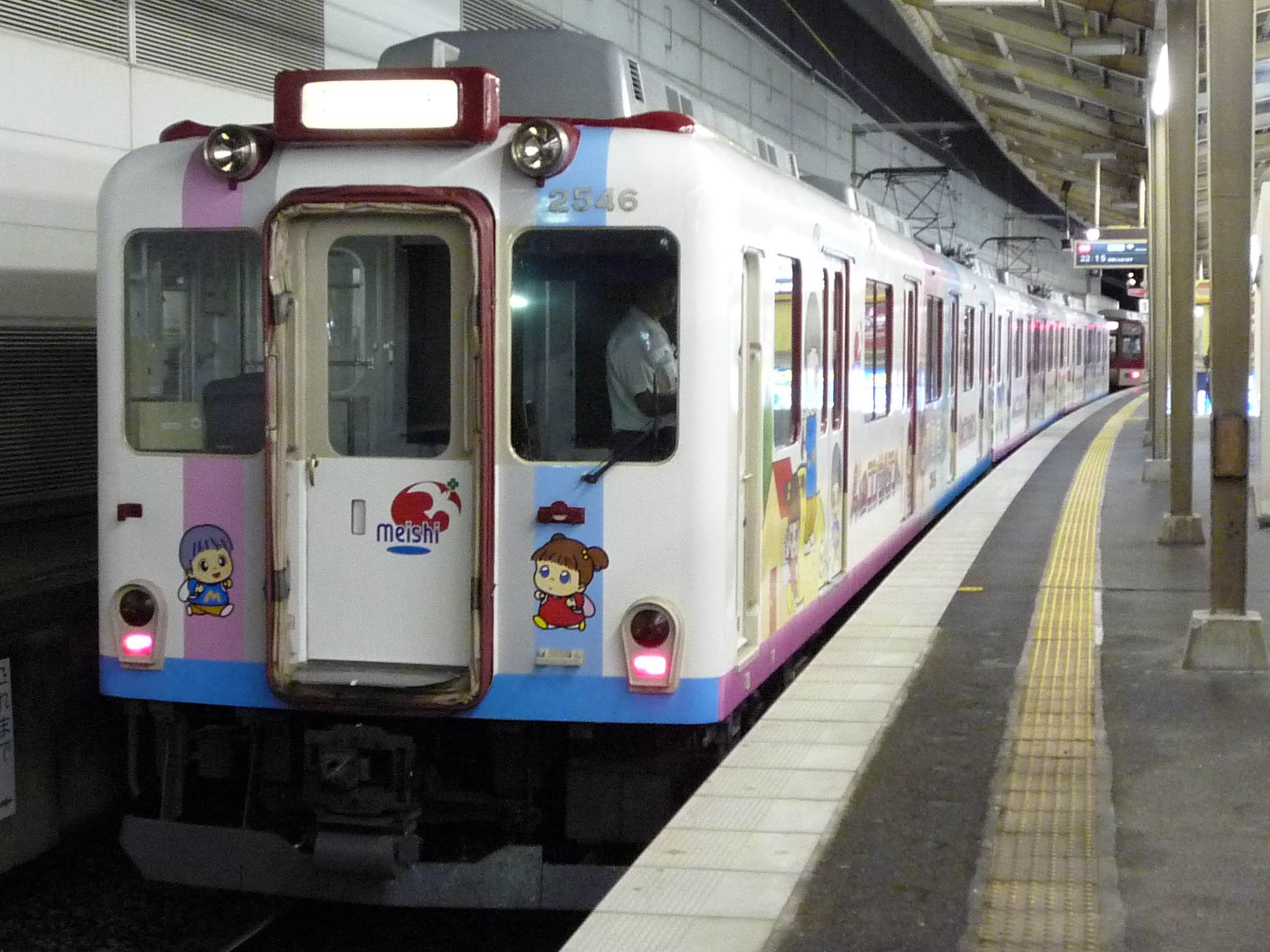
2430系2446F（2008年9月）
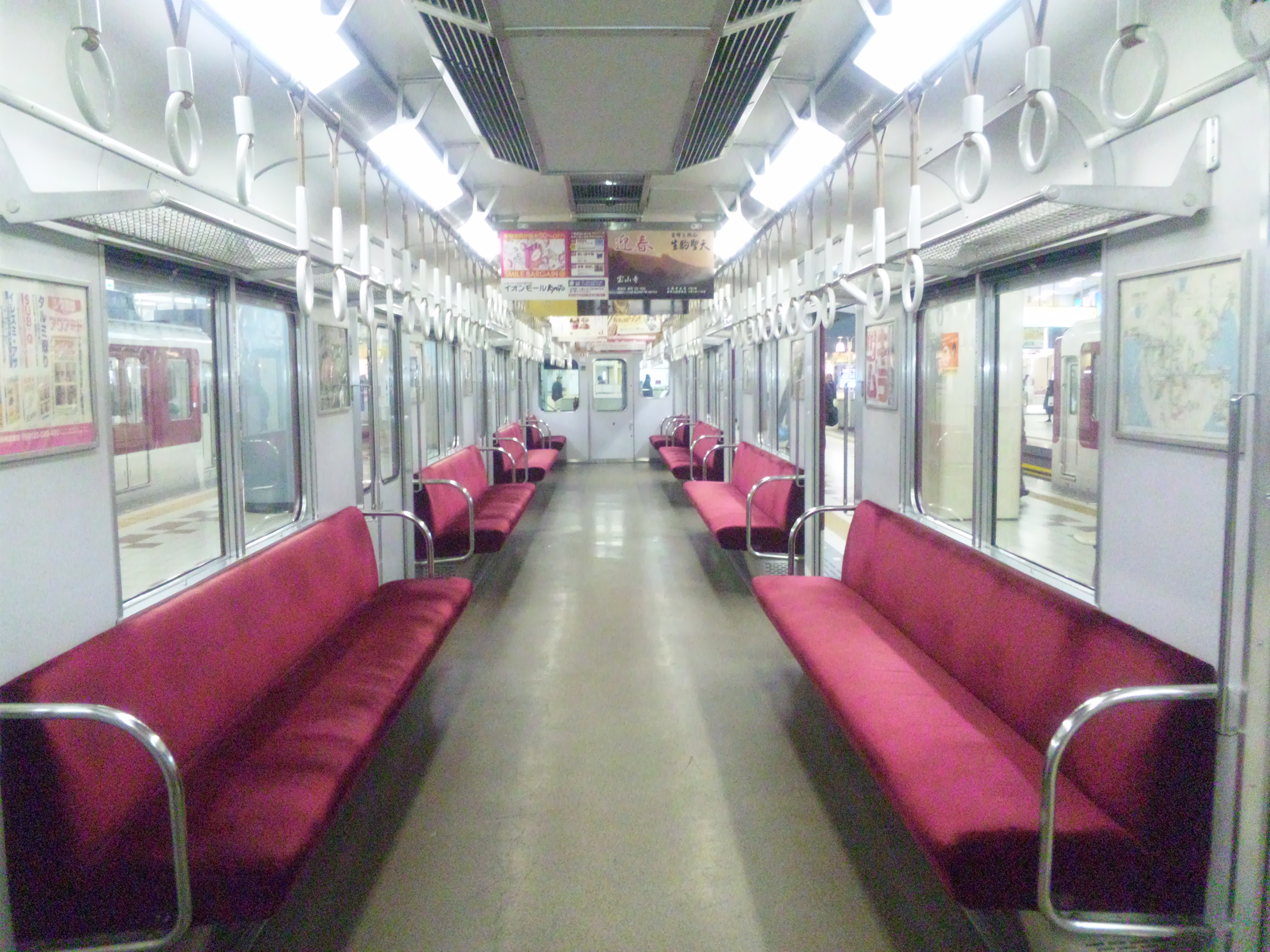
2430系の車内

## 改造・組成変更

### 冷房化・車体更新
1979年から1985年にかけて2410系・2430系の冷房化が行われた。冷房能力10,500 kcal/hのCU-19が1両あたり4台設置されたが、当時の新造冷房車で搭載された熱交換型換気装置は搭載されていない。ラインデリア車については屋根が低い分、冷房装置室外機の背が高い点は他線の車両も同様である。
2410系は1984年から1992年にかけて全編成に車体の内外装材交換と車体前面および側面の方向幕設置を中心とする車体更新が行われた。2430系も1988年から1995年にかけて全編成に同様の車体更新が行われた。
2400系は1984年から1985年にかけて冷房化（CU-19形を1両あたり4台設置）と同時に車体更新（内外装材交換・方向幕設置・ATS位置変更）が行われた。

### 2410系・2430系の組成変更
製造時、2430系2437F・2438Fは河内国分駅以西での限定運用を前提として1810系と同様の上本町寄りからTc + T + Mcを組成しており、主に準急の高安駅以西ラッシュ時増結用に使用されていたが、限定運用では運用上不便なため1979年に2431F・2432Fと編成を組み合わせ、2両固定編成2本と4両固定編成2本に組成変更した。

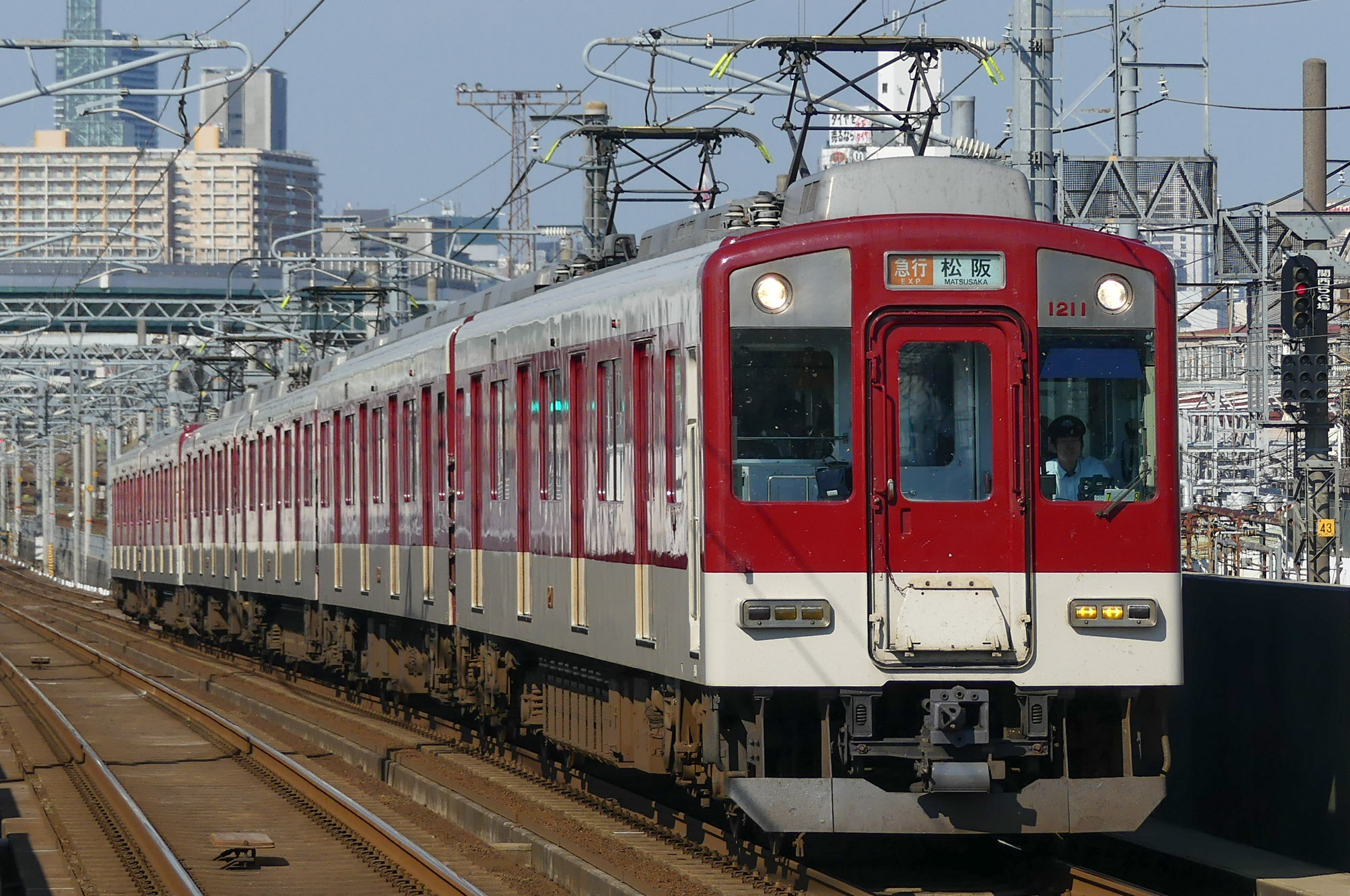
2430系と混成する1200系1211F

製造時2410系の単独Tc車だったク2590形は、先述の冷房化時にク2591が1480系1496Fに組み入れられた。残るク2592・2593は2430系2441F・2442Fの2両編成化で外されたモ2450形モ2461・2462とともに、1984年に新規製造された1200系（2代）1211F・1212Fのそれぞれ2両と編成された。1496Fでは前後で尾灯形状の異なる3両固定編成、1211F・1212Fでは前後で正面形状の(ひいては、編成の中央を境に両側2両ずつの車体形状が)異なる変則的な4両固定編成が登場することになった。
大阪線では3両編成での運用が減少し4両編成運用が増加したことから、1989年に2433F - 2436Fが1480系ク1590形ク1592 - ク1595をサ1550形サ1553 - サ1556として、1991年に2443Fが1810系サ1960形サ1961、2444F・2445Fが1810系サ1970形サ1976・サ1977を中間に組み込んだ。
1998年2月に2446Fが名古屋線のL/Cカー導入で余剰となった1000系1001Fと編成を分割して相互に組み替え、4両固定編成7本と4両固定編成と3両固定編成各1本に組成変更した。この内、2444F・2445Fは製造当初より冷房装置付きで製造された1810系サ1970形サ1976・サ1977を3両編成の中間に組み込んだために車体断面の異なる4両固定編成2本に組成変更した。
しかし、2000年3月までに2433F - 2436Fがそれぞれ中間からサ1550形ク1592 - ク1595（元1480系ク1590形ク1592 - ク1595）、2006年11月に2443Fが中間から1810系サ1960形サ1961、2444Fが後述のB更新時に中間から1810系サ1970形サ1976、2007年3月に2446Fが1000系1001F、4月に2445Fが後述のB更新時に中間から1810系サ1970形サ1977を抜き、2433F - 2436F・2444F - 2446Fは元の3両編成に戻したものの、2443Fは2444Fから外された1810系サ1970形サ1976を引き続き、サ1550形サ1553を抜いて元の3両編成に戻していた2433Fは2445Fから外された1810系サ1970形サ1977を再び中間に組み込み、車体断面の異なる4両固定編成を組成した。

### B更新
2410系は1996年から2002年にかけて全編成に2回目の車体更新（B更新）が行われた。今回の更新の過程で内装の仕様が変更されていて、白系の壁面に茶色系の床という内容で更新されたグループと、灰色系の壁面に茶色系の砂目模様の床という内容で更新されたグループが存在している。また、一部編成では座席のモケット交換および優先席増設、車内照明のLED化が行われた編成も存在する。
2430系においても1998年から2009年3月にかけて全編成に2回目の車体更新（B更新）が行われた。内容はいずれも車内の内装材交換と車体連結部の転落防止幌設置のほか、2008年以降のB更新車ではク2530形連結側車端部の車椅子スペース設置が行われた。

### 電気計測車「はかるくん」への改造

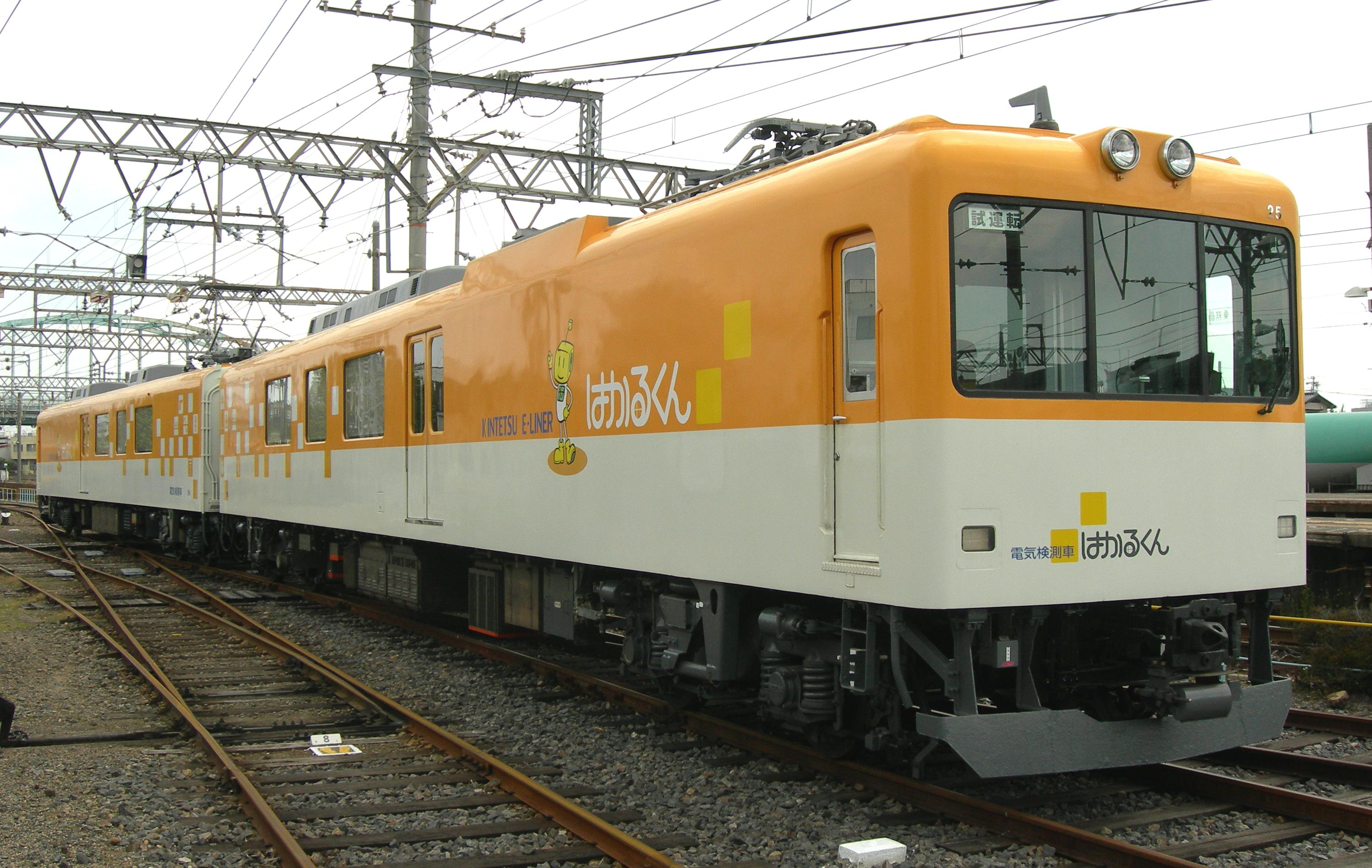
モワ24系電気計測車「はかるくん」

2006年9月に2410系2411Fが電気計測車「はかるくん」に改造され、形式もモワ24系に変更された。

### ワンマン化改造と形式変更（2444系）

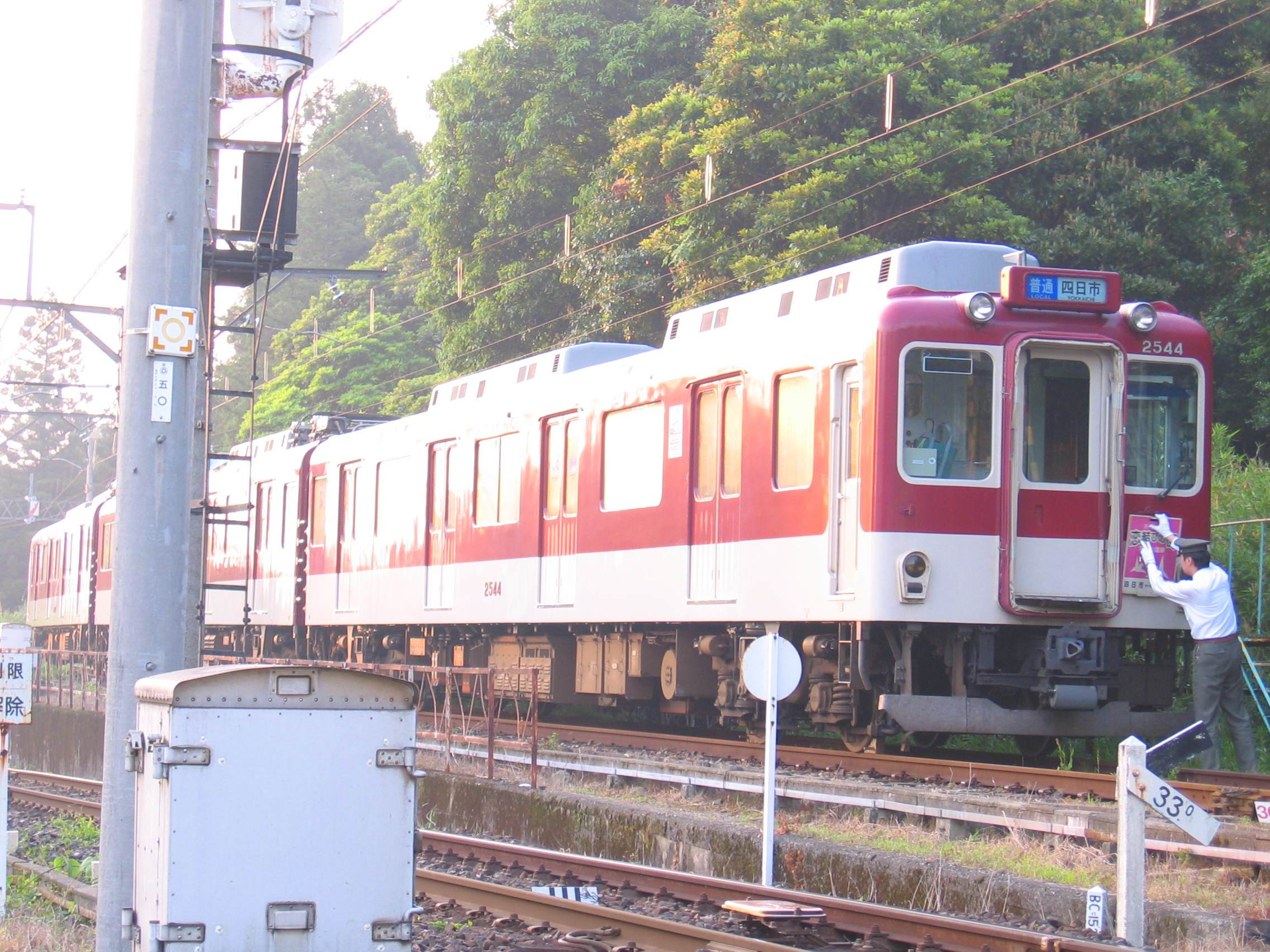
2444系2444F（2008年）

2006年11月から2007年4月にかけて、2430系のうち大阪線で運用されていた2444F・2445Fにワンマン運転対応改造が高安検修センターにて行われ、形式も2444系に変更された。編成両数の減車時に1810系サ1970形を抜いて元の3両編成に戻した上でB更新も行われ、改造後は名古屋線に転属した。
2024年5月1日現在、3両編成2本が在籍し、明星検車区に配置されている。

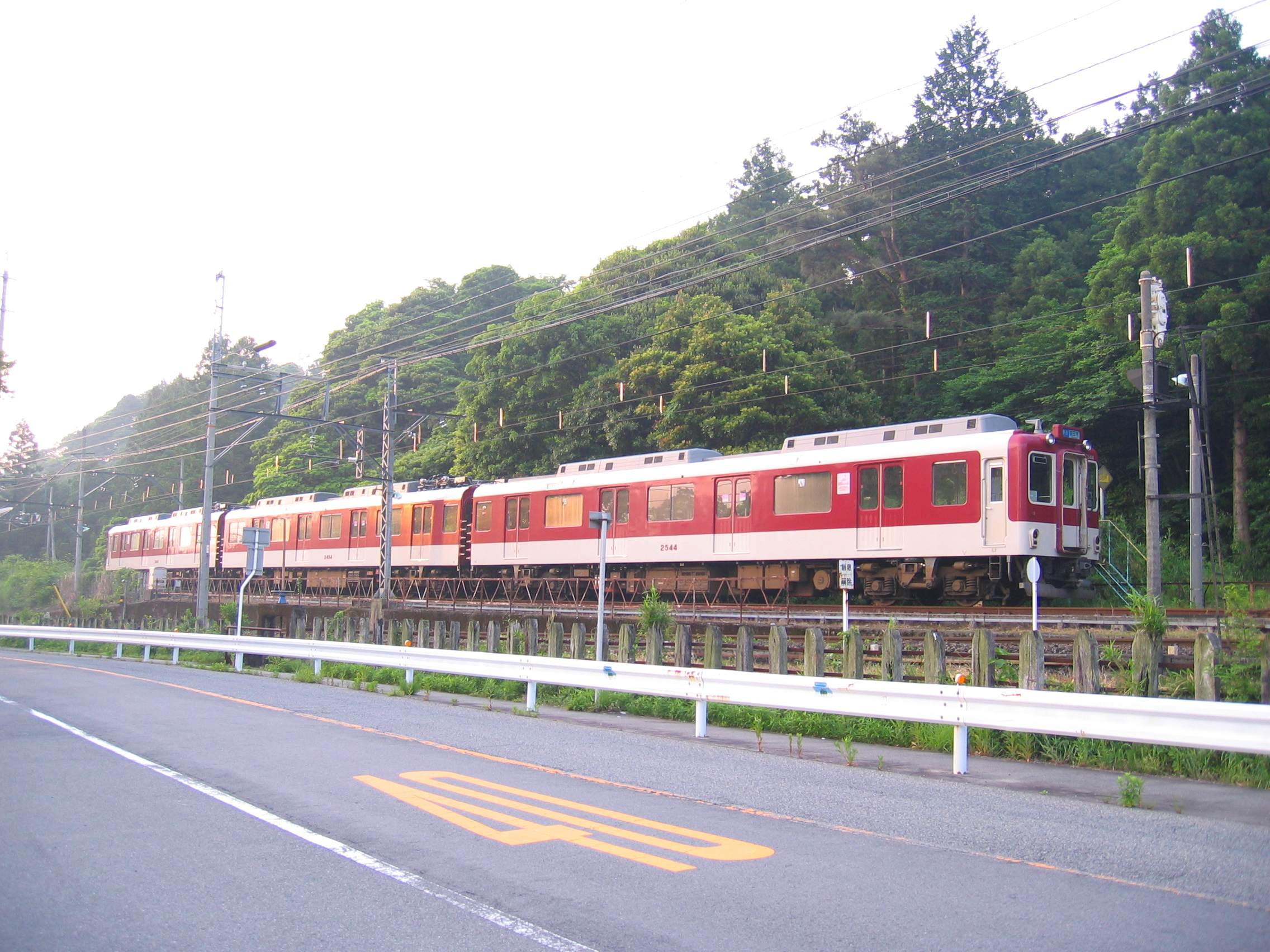
2444系G44
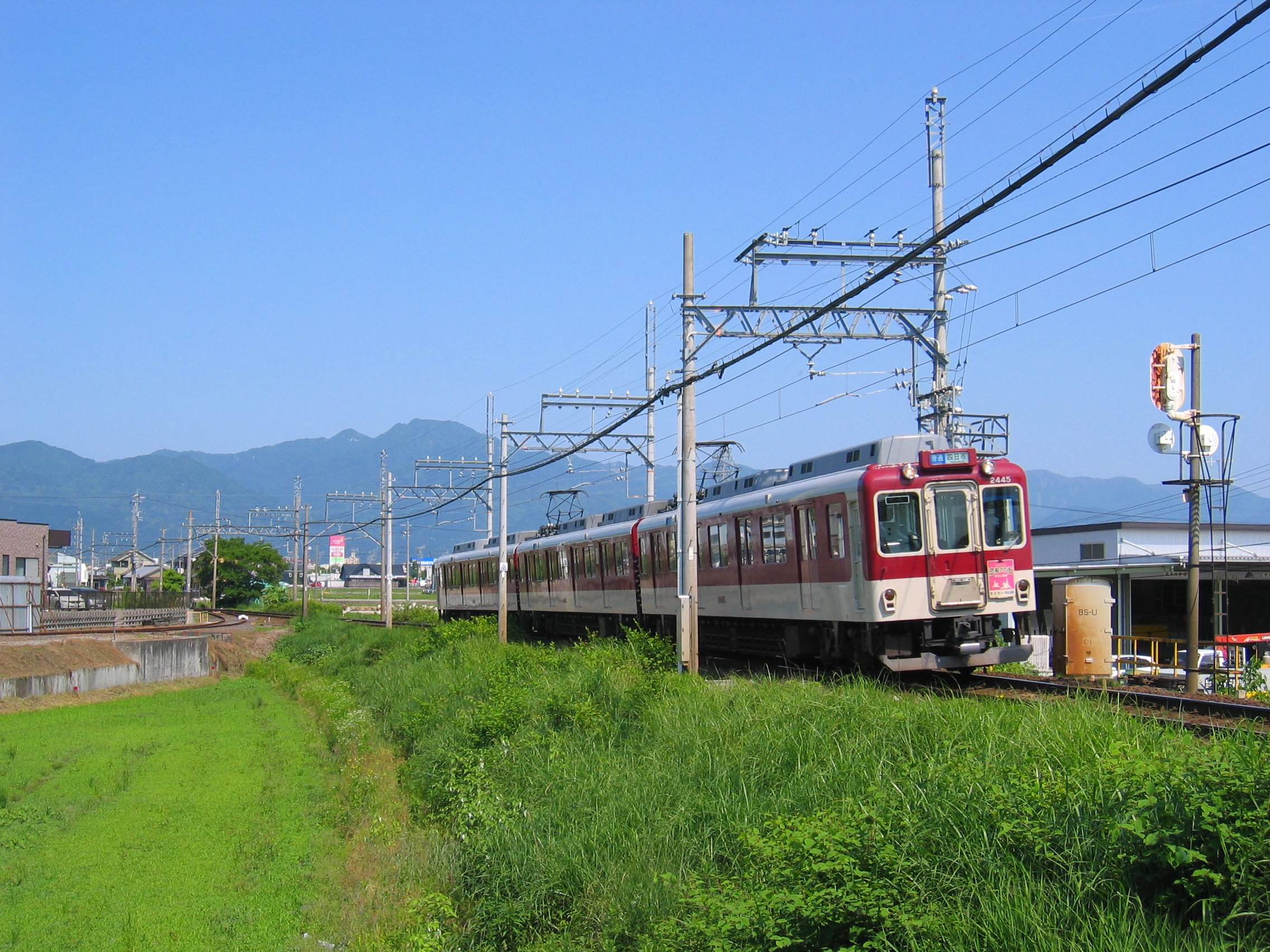
2444系G45

### 「伊勢志摩お魚図鑑」への改造

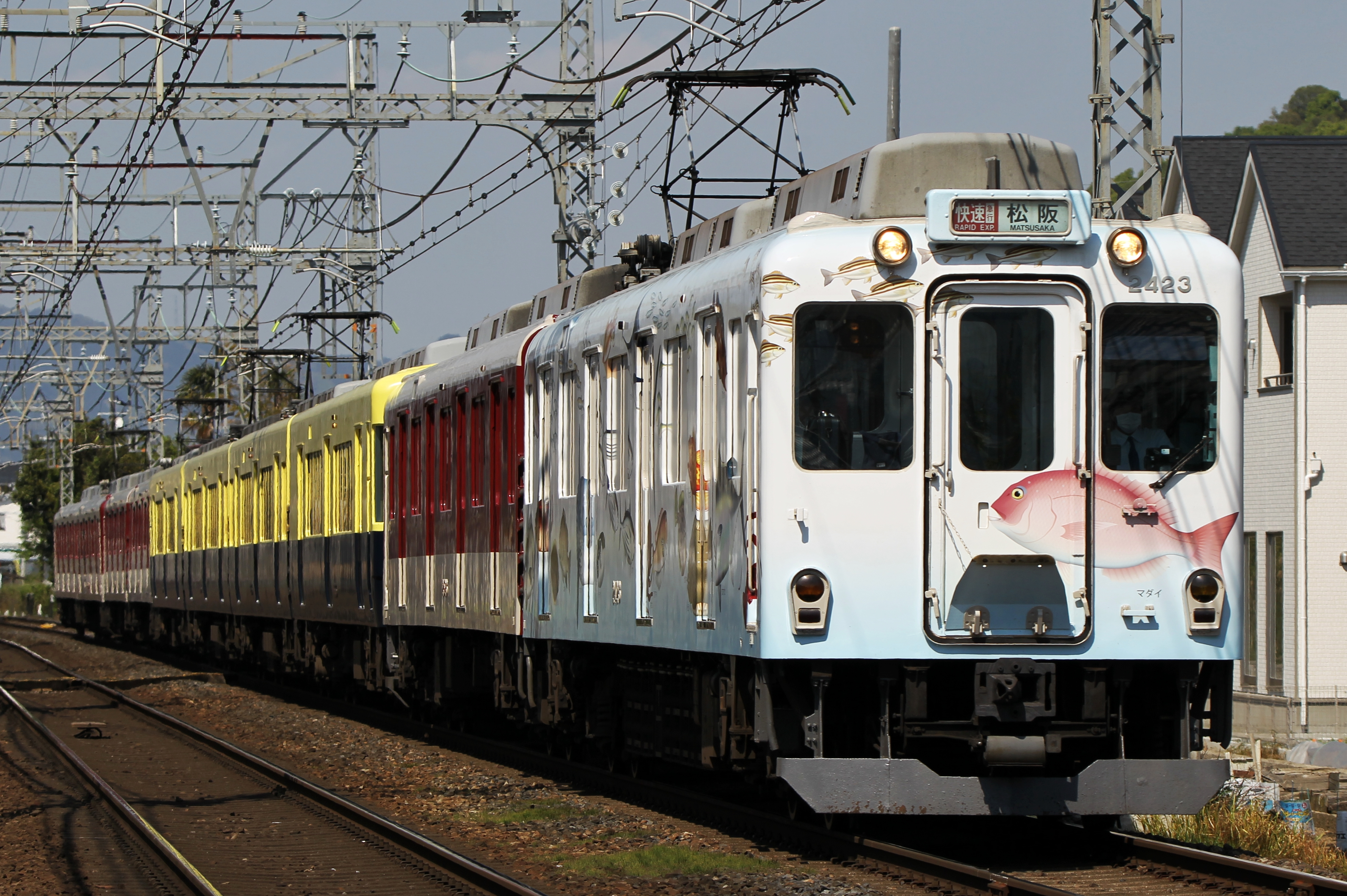
伊勢志摩お魚図鑑（先頭1両）

2020年3月14日のダイヤ変更による鮮魚列車の廃止代替としてモ2410形モ2423がラッピング車両「伊勢志摩お魚図鑑」に改造された。
車体は伊勢志摩の魚介類を描いたデザインとして一般列車と区別させた。車内は広告関係の装備品撤去以外ほとんど手が加えられていない。

## 運用
2410系は新造から全編成が高安検車区に配置されていたが、1985年頃の一時期、2420Fは名古屋線で運用されていた。1991年から2002年にかけてク2590形が富吉検車区に転属した。
2430系は1998年に2447F、2002年にモ2450形モ2461・モ2462が富吉検車区、2007年に2446F、2020年4月1日に2434F、2022年9月に2436F・2439F、2024年3月16日のダイヤ変更による大阪線の10両編成廃止に伴い、2000系2001F・2003Fの廃車代替として2435F・2440Fが明星検車区に転属した。なお、2024年5月1日現在、富吉検車区に配置されている2447Fは1998年頃の一時期にも明星検車区に配置されていた。

### 現在の運用
大阪線所属車両
- 2両編成車両
- 2410系2412F - 2422F・2424F - 2428F・2410F
- 2430系2437F・2438F・2441F・2442F

大阪線青山町駅以西では本系列および他形式併結の4 - 10両編成で一般列車全種別、信貴線および名張駅 - 伊勢中川駅間の普通列車では2両単独で運用されており、急行の増結車で山田線・鳥羽線にも乗り入れている。
- 4両編成車両
- 2410系2429F・2430F
- 2430系2431F - 2433F・2443F

主に青山町駅以西の各種別で4両編成単独および他形式併結の6 - 10両編成で運用されている。定期運用では青山町駅以東や名古屋線には入線しない。
名古屋線所属車両
- 3両編成車両
- 2430系2434F - 2436F・2439F・2440F・2446F・2447F
- 2444系2444F・2445F

3両編成単独および他形式併結の5両編成で近鉄名古屋駅 - 伊勢中川駅間の準急や普通列車を中心に運用され、一部は山田線・鳥羽線の普通列車でも運用される。
大阪線時代は2編成連結の6両編成で主に青山町駅以西の各種別で運用されていた。定期運用では青山町駅以東や名古屋線には入線しないが、名古屋線所属の3両編成が不足した場合、3両ずつに編成を切り離して名古屋線を代走することがあった。
2444系は上記運用のほかに湯の山線・鈴鹿線のワンマン列車でも運用されている。
その他
- 2両編成車両
- 2410系2423F

平日の朝に特定のダイヤで大阪上本町駅 - 松阪駅間を行商専用列車「伊勢志摩お魚図鑑」として運用されている。

### 過去の運用
大阪線所属車両
- 2両編成車両
- 2400系2401F - 2406F
- 2410系2411F

大阪線に所属していた。登場時から増結編成として4 - 10両編成まで幅広く運用された。
2400系2405F・2406Fの晩年は信貴線専属で使用され、廃車直前の時期には名古屋線でも使用されていた。

## アートライナー
- 2446F：名泗コンサルタント（2008年9月 - 2012年6月）